# Zăsloane
Zăsloane – wieś w Rumunii, w okręgu Caraș-Severin, w gminie Sichevița. W 2011 roku liczyła 31 mieszkańców. 